# Las razones de mis amigos
Las razones de mis amigos és una pel·lícula espanyola dirigida per Gerardo Herrero el 2000, basada en el llibre La conquista del aire escrit per Belén Gopegui.

## Argument
Santiago, Marta i Carlos són amics des de fa quinze anys, quan eren estudiants a la Universitat i es reuneixen per menjar plegats al mateix restaurant del centre de Madrid un cop al mes, tot i que els seus somnis i il·lusions han desaparegut. Una vegada, Carlos els demana un préstec per salvar la seva empresa d'informàtica, però al cap del temps no pot tornar els diners i la seva amistat s'esquerda.

## Repartiment
- Marta Belaustegui -	Marta
- Sergi Calleja...	Carlos
- Joel Joan... Santiago
- Lola Dueñas... Ainhoa
- José Tomé... Guillermo
- Paz Gómez...	Sol
- Ana Duato... Leticia
- Jorge de Juan ... Pablo
- Roberto Enríquez ... Vicente
- Bruto Pomeroy ... José
- Ricardo Moya ... Lucas
- Víctor Clavijo ... Esteban
- Óscar Mandado ... Diego
- Mauricio Bautista ... Rodrigo
- Sonia Almarcha ... María Luisa

## Premis
- Premi Especial del Jurat a la SEMINCI (2000)